# Colón (Kuba)
Colón ist eine Stadt und ein Municipio im Nordosten der kubanischen Provinz Matanzas.

## Geografie
Das Municipio liegt nördlich von Calimete und südöstlich von Perico und hat eine Fläche von 597 km². Colón ist in sieben Stadtteile (Barrio) unterteilt: Agüica, Este, Guareiras, Jacán, Laguna Grande, Oeste und Palmillas. Die Gegend ist vor allem landwirtschaftlich geprägt, es werden Zuckerrohr, Tabak und Orangen angebaut.
Das Municipio zählt mit Stand 2012 72.000 Einwohner, was einer Bevölkerungsdichte von 120,6 Einwohnern je Quadratkilometer entspricht.

## Geschichte
Die Siedlung wurde im Jahr 1846 offiziell gegründet.
Am 4. August 1989 ereignete sich bei Colón ein schwerer Eisenbahnunfall, als zwei Personenzüge bei hoher Geschwindigkeit frontal zusammenstießen. Die beiden führenden Lokomotiven und vier Personenwagen wurden zerstört. 32 Menschen starben, 17 wurden darüber hinaus verletzt.

## Persönlichkeiten
- Raúl Marcelo Vázquez (* 1948), Radrennfahrer
- Oscar Nuñez (* 1958), kubanisch-US-amerikanischer Schauspieler